# Municipio de Winnebago (Minnesota)
El municipio de Winnebago (en inglés: Winnebago Township) es un municipio ubicado en el condado de Houston en el estado estadounidense de Minnesota. En el año 2010 tenía una población de 240 habitantes y una densidad poblacional de 2,63 personas por km².

## Geografía
El municipio de Winnebago se encuentra ubicado en las coordenadas 43°32′23″N 91°26′21″O / 43.53972, -91.43917. Según la Oficina del Censo de los Estados Unidos, el municipio tiene una superficie total de 91.19 km², de la cual 91,01 km² corresponden a tierra firme y (0,2 %) 0,18 km² es agua.

## Demografía
Según el censo de 2010, había 240 personas residiendo en el municipio de Winnebago. La densidad de población era de 2,63 hab./km². De los 240 habitantes, el municipio de Winnebago estaba compuesto por el 99,17 % blancos y el 0,83 % eran de una mezcla de razas. Del total de la población el 0 % eran hispanos o latinos de cualquier raza.